# Knock (film, 1951)
Pour les articles homonymes, voir Knock.
Pour plus de détails, voir Fiche technique et Distribution.
Knock est un film français réalisé par Guy Lefranc sorti en 1951, et tiré de la pièce de théâtre Knock ou le Triomphe de la médecine de Jules Romains.
C'est un remake du film homonyme de 1933 dans lequel Louis Jouvet tenait déjà le rôle principal.

## Synopsis
Voulant assurer le triomphe de la médecine qu'il fait passer avant l'intérêt des malades, et prétendant exercer une influence certaine sur les habitants du village et de ses environs, le docteur Knock arrive à Saint-Maurice, petite bourgade de province, pour succéder au docteur Parpalaid — brave honnête homme, mais dont la clientèle est peu abondante, l'état de santé du pays étant excellent. 
Se rendant compte qu'il a été dupé par son prédécesseur, Knock, loin de se décourager, fait comprendre à chaque patient incrédule qui se presse à ses consultations gratuites, que « tout bien-portant est un malade qui s'ignore ».
Le résultat ne se fait pas attendre. La salle d'attente est pleine pour les consultations gratuites du lundi. Chaque patient tombe malade après avoir obtenu du docteur Knock des explications détaillées sur son mal, ainsi qu'une prescription précise. 
C'est ainsi que toute la population se retrouve bientôt au lit, fatiguée et affamée, car privée de nourriture. L'unique hôtel du village est rapidement transformé en clinique et même le docteur Parpalaid, revenu temporairement en visite et inquiet à son tour pour sa santé, est lui aussi convaincu par Knock qu'il est malade et qu'il doit s'aliter.

## Fiche technique
- Titre : Knock
- Réalisation : Guy Lefranc, assisté de Maurice Delbez
- Directeur artistique : Louis Jouvet
- Scénario : Georges Neveux, d'après la pièce de Jules Romains
- Dialogue : Jules Romains
- Décors : Robert Clavel
- Costumes : Rosine Delamare
- Photographie : Claude Renoir
- Opérateur : Gilbert Chain
- Photographe de plateau : Roger Corbeau
- Son : Jean Rieul
- Maquillage : Serge Gleboff, Jacqueline Coulant
- Montage : Louisette Hautecoeur, assistée de Denise Natot
- Musique : Paul Misraki
- Script-girl : Nicole Benard
- Régisseur : Jean Mottet
- Tournage du 21 novembre 1950 au 9 janvier 1951 dans les studios de Billancourt et  à Neauphle-le-Château pour les extérieurs
- Production : Jacques Roitfeld (France)
- Directeur de production : Léon Canel
- Distribution : Sirius
- Pays de production : France
- Format : Noir et blanc - 1,37:1 - 35 mm - Son mono
- Durée : 98 min
- Genre : Comédie
- Date de sortie :
  - France : 21 mars 1951
- Affiche : Constantin Belinsky (France)

## Distribution
- Louis Jouvet : docteur Knock
- Jean Brochard : docteur Parpalaid

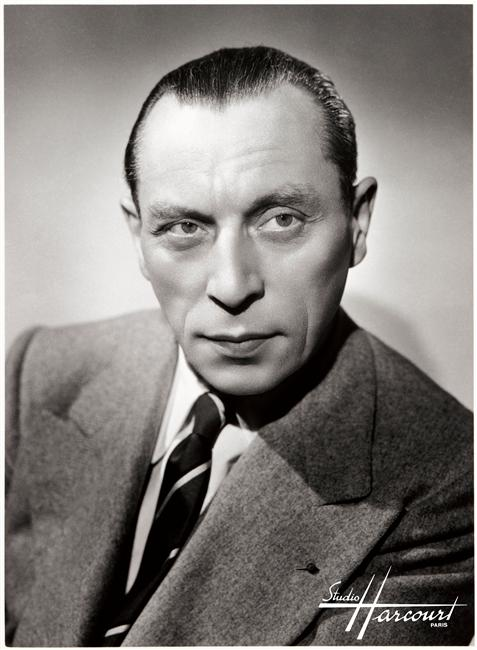
Louis Jouvet

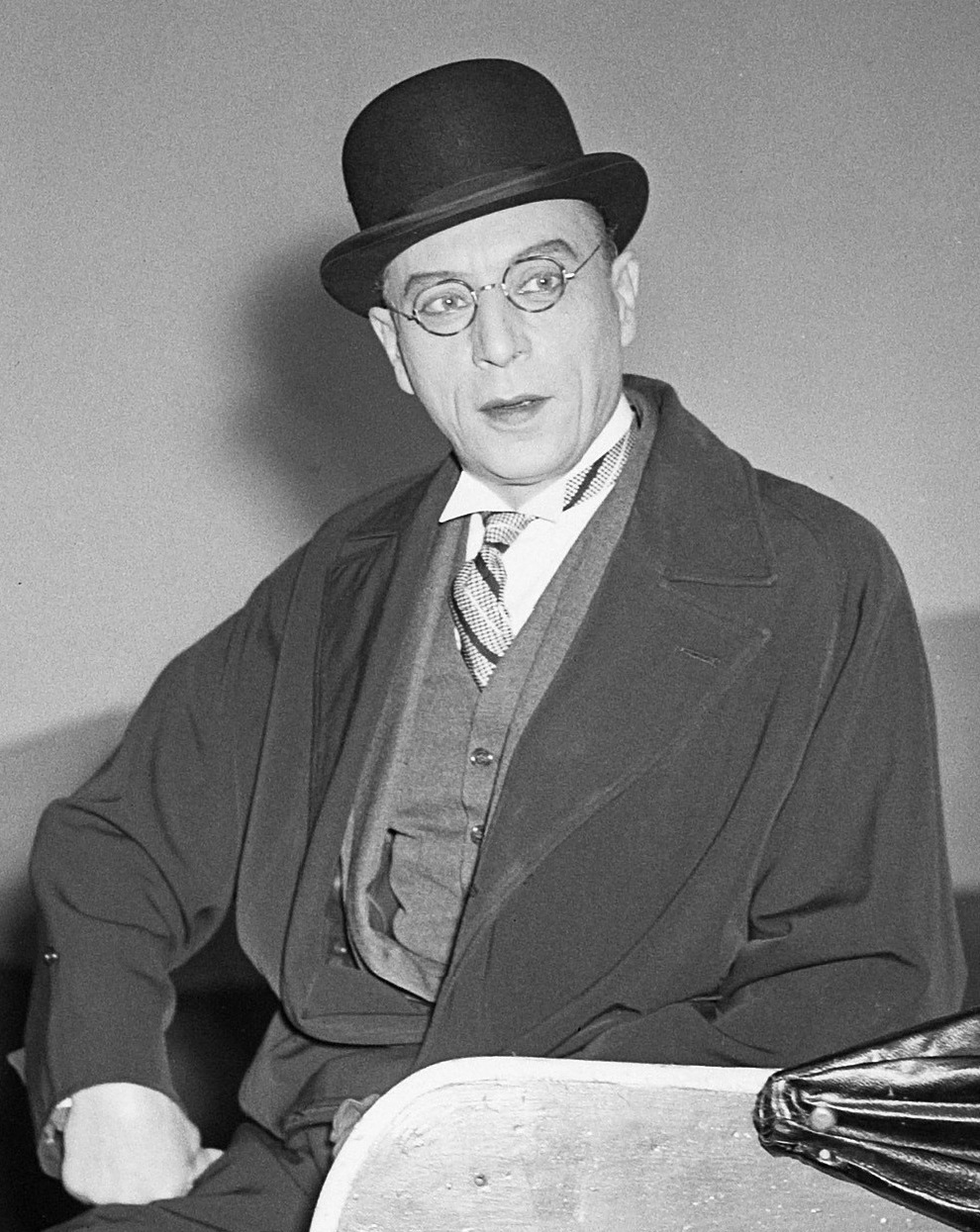
Louis Jouvet interprétant la pièce avant le tournage du film (1950).

- Pierre Renoir : le pharmacien Mousquet
- Pierre Bertin : l'instituteur Bernard
- Marguerite Pierry : Mme Pons, la dame en violet
- Jean Carmet : le premier gars
- Yves Deniaud : le tambour de ville
- Mireille Perrey : Mme Rémy, la patronne de l'hôtel
- Jane Marken : Mme Parpalaid
- Geneviève Morel : la dame en noir
- Bernadette Lange : Mariette
- André Dalibert : le deuxième gars
- Pierre Duncan : le livreur
- Paul Faivre : le maire Michalon
- Jean Sylvain : un chauffeur sous le nom de Sylvain
- Madeleine Barbulée : une infirmière
- Louis de Funès : le malade qui a perdu 100 grammes (non crédité)
- Jacques Monod : le premier trombone, monsieur Albos
- Claire Olivier : Mme Mousquet
- Marius David
- Antoine Marin : l'homme à tout faire

## Autre adaptations notables
- C'est la seconde adaptation de la pièce de Jules Romains avec Louis Jouvet dans le rôle du docteur Knock. La première, Knock ou le triomphe de la médecine (1933), a été réalisée par  Roger Goupillières et Louis Jouvet.